# Миколаїв (готель)
Готе́ль «Миколаїв» — 8-поверховий готель, розташований в центральній частині Миколаєва.

## Розташування
Розташований на розі Центрального проспекту та вулиці Садової. Відстань від готелю до залізничного вокзалу становить 6 км, до аеропорту складає до 15 км.

## Історія
Збудований 1974 року за проєктом архітектора А. Я. Семенової та інженерів А. М. Кутузакі і А. Д. Рубана. За основу прийнятий типовий проєкт готелю на 360 місць з подальшою переробкою і доведенням ємності до 500 місць. 
Уранці 14 липня 2022 російські війська завдали ракетного удару по готелю, внаслідок чого центральна частина будівлі була зруйнована.

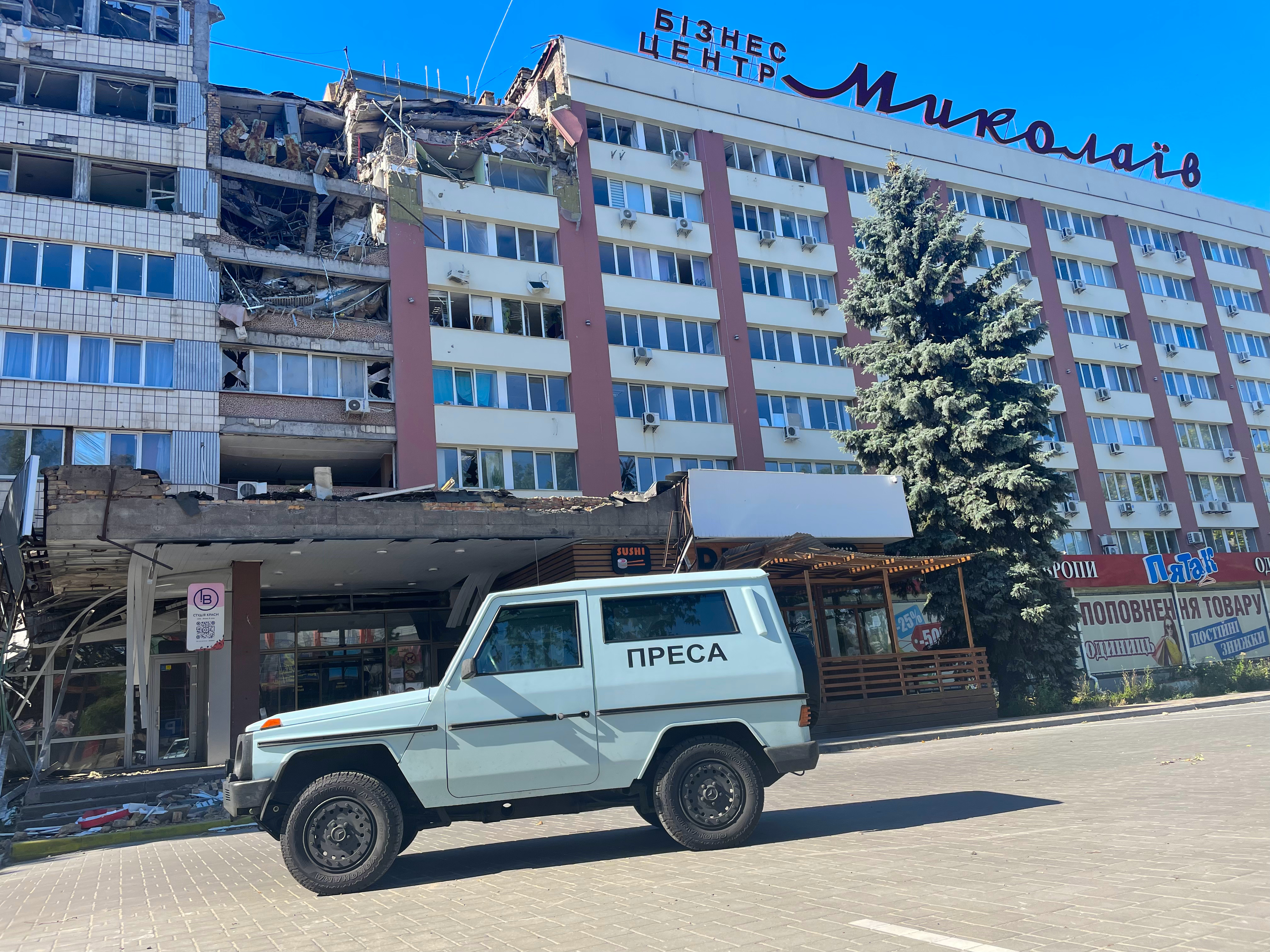
Після обстрілу (2022)
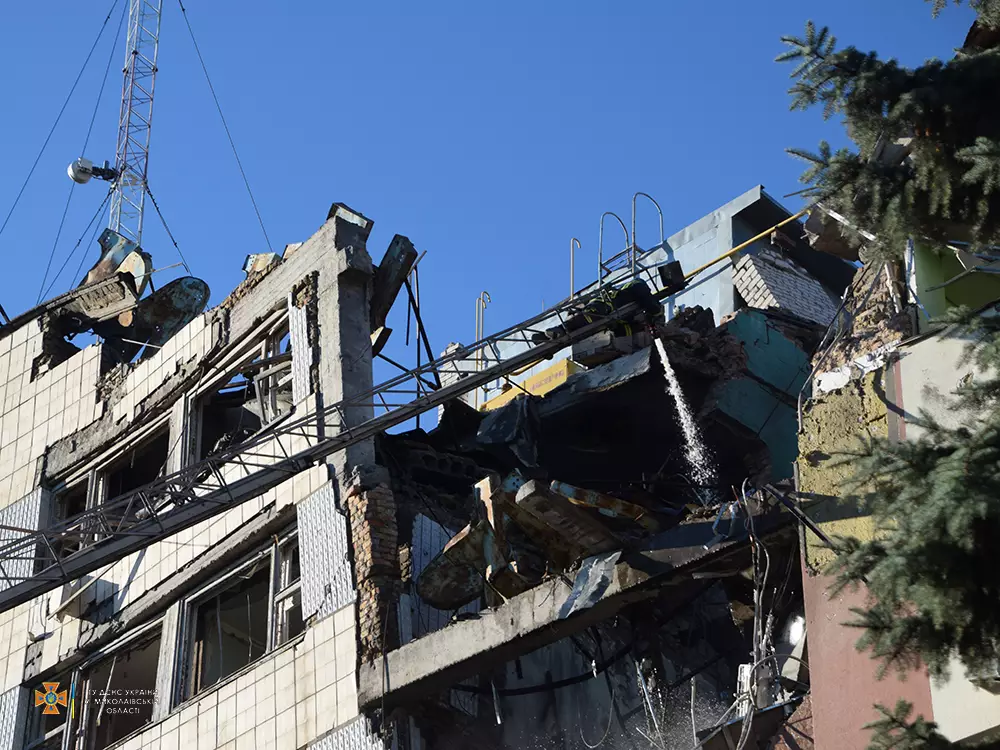
Ліквідація наслідків удару

## Опис
Готель має прості архітектурні форми, які збагачуються за рахунок виступаючого обсягу вестибюльної групи приміщень і блоку ресторану, а також виділення поверхових холів глибокими лоджіями. Готель розташований на значній відстані від червоної лінії проспекту, завдяки чому перед будівлею створено майданчик для зупинки автомобілів. Глухий торець готелю, звернений до Садової вулиці, оформлений карбуванням — фігуркою вітрильника.